# ادان جورج
ادان جورج (انگلیسی: Adan George؛ زادهٔ ۳۰ ژوئیهٔ ۲۰۰۲) بازیکن فوتبال است.